# Magniscarabaeus furvus
Magniscarabaeus furvus is een keversoort uit de familie bladsprietkevers (Scarabaeidae). De wetenschappelijke naam van de soort is voor het eerst geldig gepubliceerd in 1988 door Hong.